# Грёстль

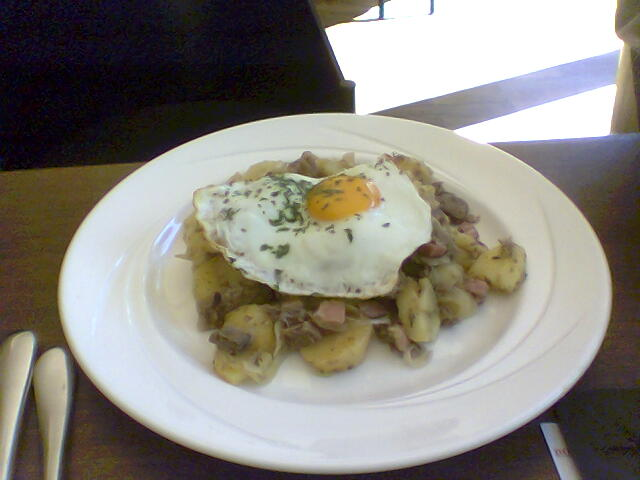
Тирольский грёстль

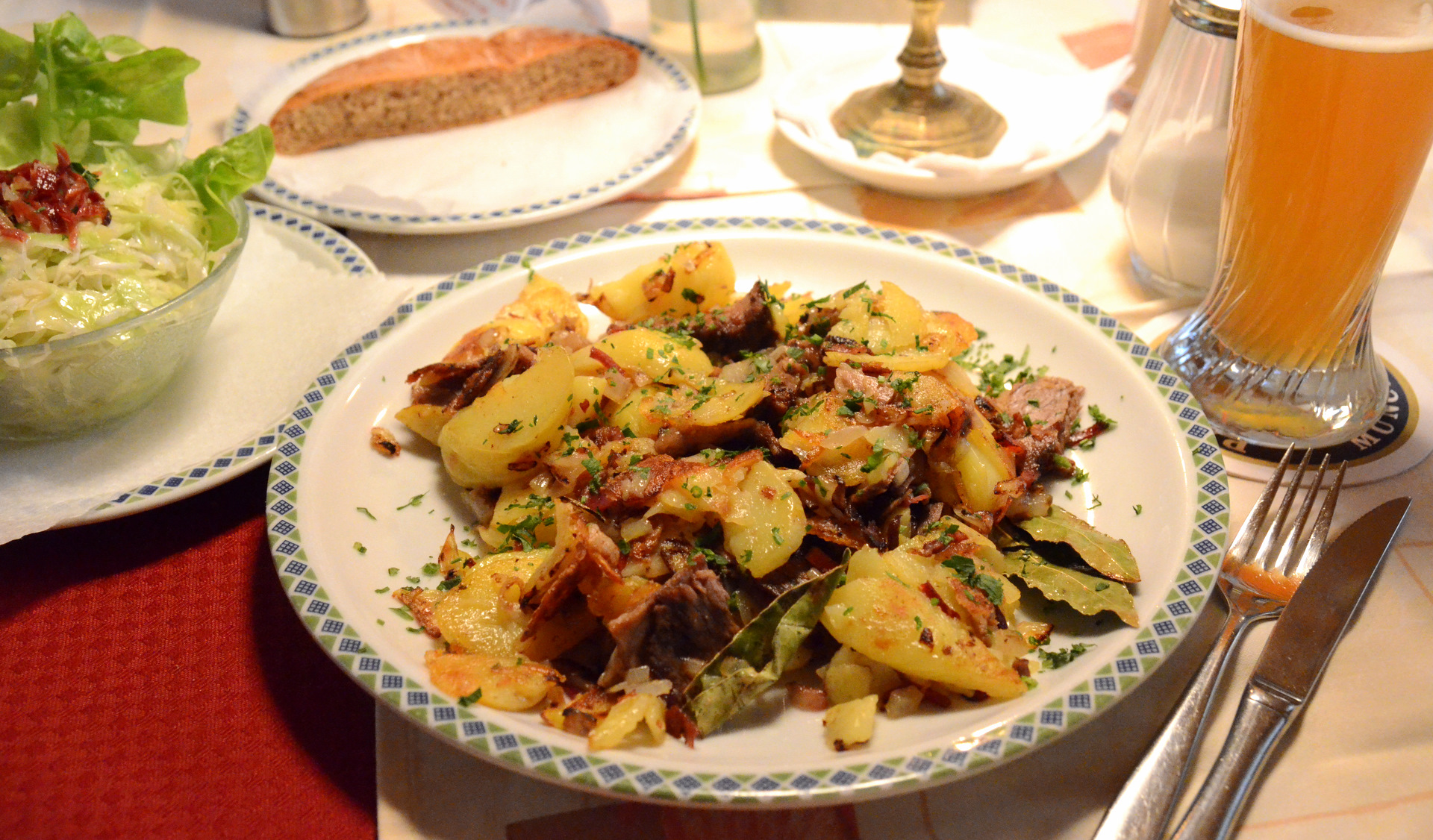
Грёстль в Баварии

Грёстль (от нем. rosten — жарить) — традиционное блюдо австрийской кухни. Характерно для Тироля. Готовится из отварного картофеля, обжаренного на топлёном масле с термически обработанной говядиной, свининой (обычно лопатка или шейка), рубленым репчатым луком, шампиньонами и специями (соль, перец, майоран, тмин, петрушка и др.).
Считается, что на грёстль идут продукты, оставшиеся от воскресного жаркого, поэтому его готовят обычно по понедельникам. Грёстль часто подают с глазуньей.
Похожие по рецепту блюда — блунцгрёстль (с кровяной колбасой вместо говядины), вурстгрёстль (с колбасками), мужской или инсбрукский грёстль (с телятиной), а также немецкое блюдо «крестьянский завтрак».